# 菲吉爾山
47°02′31″N 12°12′45″E / 47.042080°N 12.212455°E

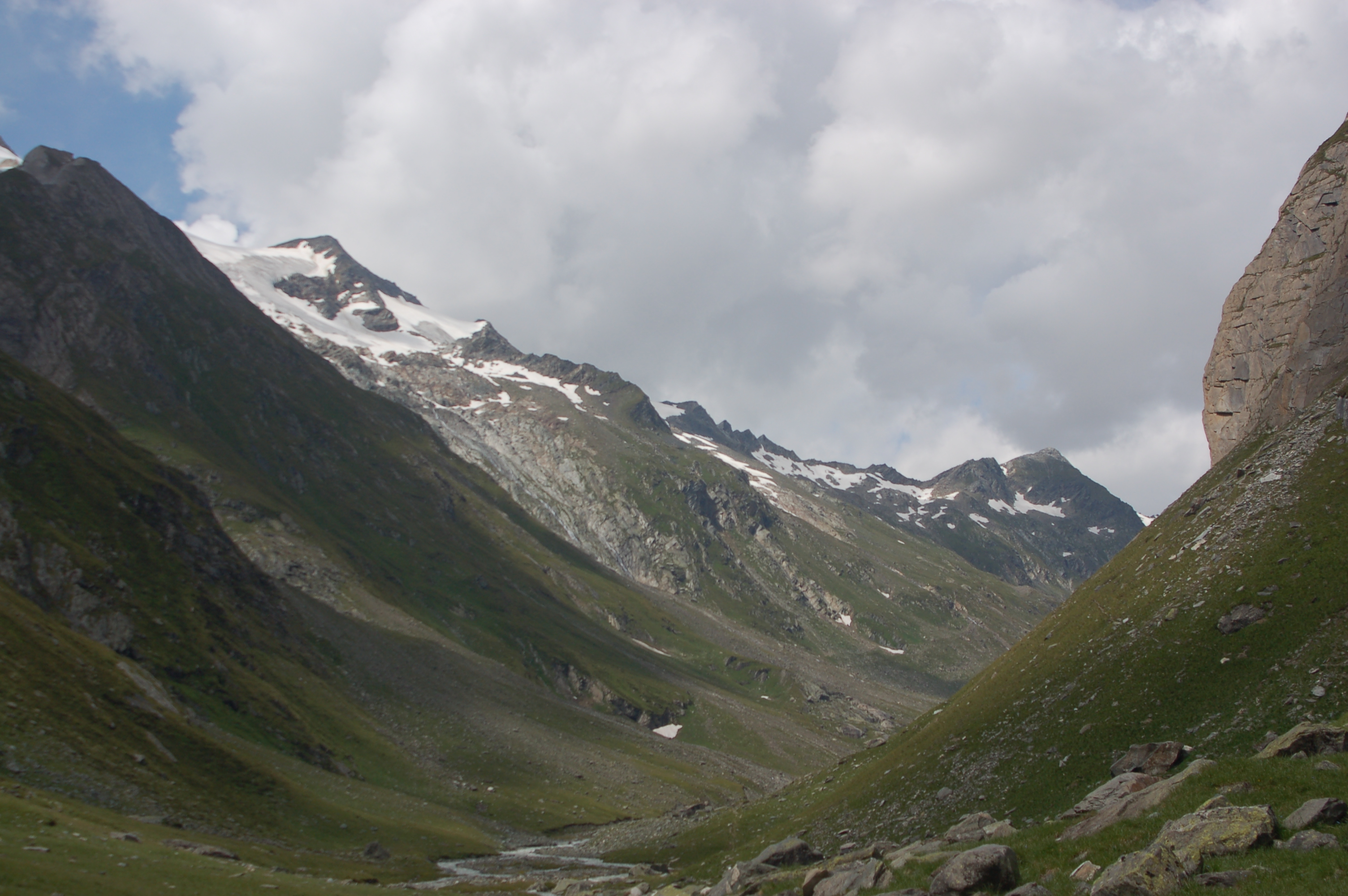

菲吉爾山（德語：Virgilkopf），是中歐的山峰，位於奧地利和意大利接壤的邊境，屬於維內迪傑山脈的一部分，海拔高度3,036米，每年平均降雨量1,874毫米，人類在1871年首次登頂。